# Kai Bremer
Kai Bremer (* 16. November 1971 in Dissen am Teutoburger Wald) ist ein deutscher Literaturwissenschaftler.

## Leben
Bis 1998 studierte er deutsche Philologie, mittlere und neuere Geschichte und evangelische Theologie an der Georg-August-Universität Göttingen. Nach der Promotion 2002 an der Philosophischen Fakultät in Göttingen und der Habilitation 2015 im Fachgebiet Neuere Deutsche Literaturwissenschaft und Literaturgeschichte an der Justus-Liebig-Universität Gießen war er bis 2018 Professor für Literaturgeschichte am Institut für Neuere Deutsche Literatur und Medien der Christian-Albrechts-Universität zu Kiel. Von 2018 bis 2023 war er Professor für Deutsche Literatur der Frühen Neuzeit im europäischen Kontext an der Universität Osnabrück. Zum Sommersemester 2023 wechselte er auf eine Professur an das  Institut für Deutsche und Niederländische Philologie der Freien Universität Berlin, wiederum mit der Denomination Deutsche Literatur der Frühen Neuzeit im europäischen Kontext.
Seine Arbeitsschwerpunkte sind Rhetorik und Literatur der Frühen Neuzeit und der Aufklärung, biblisches Wissen und Dramatik, Theorie und Geschichte des Dramas, Philologie und/als Kulturwissenschaft, kulturwissenschaftliche Konversionsforschung und Lyrik und Dramatik der Gegenwart. Seit Juni 2022 ist Bremer gemeinsam mit Maximilian Benz, Walter Erhart, Barbara Picht und Meike G. Werner Herausgeber des Internationalen Archivs für Sozialgeschichte der deutschen Literatur (IASL).

## Schriften (Auswahl)
- Religionsstreitigkeiten. Volkssprachliche Kontroversen zwischen altgläubigen und evangelischen Theologen im 16. Jahrhundert. Tübingen 2005, ISBN 3-484-36604-4.
- Literatur der Frühen Neuzeit. Reformation – Späthumanismus – Barock. Paderborn 2008, ISBN 978-3-8252-3164-4.
- Postskriptum Peter Szondi. Theorie des Dramas seit 1956. Bielefeld 2017, ISBN 3-8376-3819-7.
- mit Stefan Elit (Hg.): Forcierte Form. Deutschsprachige Versepik des 20. und 21. Jahrhunderts im europäischen Kontext. Berlin 2020, ISBN 3-476-04843-8.